# Xenesthis monstrosa
Xenesthis monstrosa är en spindelart som beskrevs av Pocock 1903. Xenesthis monstrosa ingår i släktet Xenesthis och familjen fågelspindlar.
Artens utbredningsområde är Colombia. Inga underarter finns listade i Catalogue of Life.